# Paul Richter (Politiker, 1903)
Paul Richter (* 26. Dezember 1903 in Berlin; † 2. Dezember 1963 ebenda) war ein deutscher Politiker (SPD).
Richter machte eine Ausbildung als Mechaniker. Schon 1918 wurde er Mitglied der Freien sozialistischen Jugend (FSJ), später wechselte er zur Kommunistischen Jugend Deutschlands (KJD). Als Gewerkschafter wurde er bereits 1919 Mitglied des Deutschen Metallarbeiter-Verbandes (DMV). 1921 trat er in die Unabhängige Sozialdemokratische Partei Deutschlands (USPD) ein, um 1927 der SPD beizutreten. Von 1928 bis 1933 war Richter Vorsitzender des Betriebsrats bei der Firma Loewe Radio. Mit der „Machtergreifung“ der Nationalsozialisten wurde er gemaßregelt. Dennoch konnte er 1939 die Meisterprüfung ablegen.
Nach dem Zweiten Weltkrieg trat Richter in den Öffentlichen Dienst ein. Er wurde von 1946 bis 1949 Bezirksrat für Wirtschaft in Berlin-Kreuzberg. Von 1950 bis 1962 war er Mitglied der Bezirksverordnetenversammlung von Berlin-Kreuzberg. Gleichzeitig wurde er 1951 für zwei Jahre Vorsitzender der SPD Neukölln. Sein Vorgänger wie auch sein Nachfolger als Vorsitzender der SPD Neukölln war Herbert Theis.
Richter rückte für ein Jahr 1962 wegen des Todes von Fritz Barthelmann in das Abgeordnetenhaus von Berlin nach.